# Jinzō ningen Kikaider - The Animation
Jinzō ningen Kikaider - The Animation (人造人間キカイダー THE ANIMATION?, Jinzō Ningen Kikaidā The Animation) è una serie anime prodotta dalla Sony Animations sull'eroe creato da Shōtarō Ishinomori, Kikaider. La serie venne trasmessa sul canale Kids Station dal 16 ottobre 2000 all'8 gennaio 2001 con un totale di soli 13 episodi. L'anime segue più il manga originale di Ishinomori piuttosto che la serie Tokusatsu del 1972. Alla regia dell'anime c'è Tensai Okamura.
La serie venne trasmessa negli Stati Uniti su Cartoon Network nel 2003.
La serie venne seguita dall'OAV di 4 episodi Kikaider 01: The Animation  (キカイダー０１ THE ANIMATION?, Kikaidā Zero Wan Ji Animēshon).
C'è un altro speciale OAV intitolato Guitar o Motta Shōnen - Kikaider vs. Inazuman (ギターを持った少年 -キカイダーVSイナズマン-?, Gitā o motta shōnen - kikaidā VS inazuman), dove Kikaider incontra Inazuman, un altro personaggio di Ishinomori.

## Storia

### Jinzō ningen Kikaider - The Animation
Il Professor Komyoji crea il robot Jiro (Kikaider) ma improvvisamente il suo laboratorio esplode. I suoi figli, Mitsuko e Masaru non riescono a ritrovarlo. Jiro vaga in forma umana per il paese finché non salva Mitsuko e Masaru da un mostro robot simile a un rinoceronte. Mitsuko ospita Jiro in casa e gli insegna come usare la sua forma robotica e sul suo circuito della coscienza chiamato Gemini. I due iniziarono ad affezionarsi ma il suono di un misterioso flauto spinge Jiro ad aggredire Mitsuko, che la convince che Jiro è una macchina pazza. Jiro scappa da Mitsuko e Masaru temendo di essere distrutto per il suo comportamento. Mitsuko incarica il detective privato Hanpei Hattori e la sua assistente Etsuko Sarutobi di trovare Jiro.
Attraverso la serie, Jiro si scontra con altri mostri robot e viene a sapere del malvagio Professor Gill capo dell'organizzazione criminale DARK che cerca di controllare Jiro con il suo flauto. Jill viene anche perseguitato da un altro androide creato dal Prof. Komyoji chiamato Saburo alias Hakaider che è al servizio di Gill. Quando Jiro e Mitsuko si sono finalmente riuniti, vanno alla ricerca della madre di quest'ultima. La madre di Mitsuko e Masaru rivela di essere una agente segreto di Gill e che ha sposato il Prof. Komyoji solo per tenerlo d'occhio, ma comunque non sopporta l'idea di dover uccidere i suoi figli quindi rivela il nascondiglio di Gill a Jiro e a Mitsuko prima di spararsi.
Una volta trovata la sede della DARK, Jiro affronta da solo Hakaider e scopre che dentro la sua testa c'è il cervello di Komyoji la cui personalità si impossessa improvvisamente del corpo di Hakaider e fa infiltrare Jiro all'interno della base. Ma Gill gli scopre e li manda contro i suoi mostri. Jiro è stato capace di dare a Hanpei il cervello di Komyoji per essere rimesso nel suo corpo originale. Gill cerca di controllare Jiro con il suo flauto ma quest'ultimo riesce a sconfiggere il suo del flauto e il corpo senza testa di Hakaider attacca improvvisamente Gill per il suo tradimento e fa esplodere la base. Mitsuko, Hanpei ed Etsuko riescono a fuggire ma Jiro è scomparso.

### Kikaider 01: The Animation
È una serie OAV di 4 episodi che segue gli eventi della serie precedente.
Qui Jiro incontra i suoi fratelli maggiori, i prototipi Kikaider 01 e Kikaider 00 che sono stati scartati da Komyoji per poi essere ritrovati e completati da un monaco buddhista che è stato un esperto di robotica. I 3 androidi insieme al robot femminile Bijinder, affrontano il redivivo Gill, il cui cervello e personalità sono ora dentro il corpo di Hakaider, che è ha comando della organizzazione SHADOW il cui scopo è catturare un misterioso bambino di nome Akira per usarlo a far funzionare un robot gigante chiamato Armageddon Lord.

### Guitar o Motta Shōnen - Kikaider vs. Inazuman
Jiro si trova in conflitto con il circuito di sottomissione che gli ha impiantato Gill-Hakaider alla fine della serie OAV ed è perseguitato dai sensi di colpa per aver distrutto Ichiro (Kikaider 01) e Rei (Kikaider 00), temendo che se dovesse incontrare Mitsuko e Masaru, potrebbe fargli del male. Jiro viene seguito di nascosto da Hanpei Hattori che vuole convincerlo a tornare da loro. Hanpei scambia lo studente Saburo Kazeda per Jiro mentre Jiro parla con la amica di Saburo, Miyo.
Quando Hanpei trova finalmente Jiro, quest'ultimo si inferocisce per la presenza di Saburo che si trasforma in Inazuman e i due combatterono.
Durante il combattimento, Jiro riesce a liberarsi del circuito di sottomissione ma una misteriosa creatura attacca Inazuman, Jiro distrugge la creatura.
Saburo e Jiro si strinsero la mano e si separarono. Jiro va a cercare lo scopo della sua vita e Hanpei è convinto che tornerà da Mitsuko e Masaru.

## Doppiaggio
| Personaggio              | Doppiatore         |
| ------------------------ | ------------------ |
| Jiro/Kikaider            | Tomokazu Seki      |
| Ichiro/Kikaider-01       | Shōtarō Morikubo   |
| Rei/Kikaider-00          | Kazuhiko Inoue     |
| Mieko/Bijinder           | Mitsuko Horie      |
| Mitsuko Komyoji          | Yui Horie          |
| Masaru Komyoji           | Yumiko Kobayashi   |
| Dr. Den Komyoji          | Shōzō Iizuka       |
| Etsuko Sarutobi          | Etsuko Kozakura    |
| Rieko                    | Sayaka Ōhara       |
| Futen                    | Ichirō Nagai       |
| Akira                    | Madoka Akita       |
| Saburo/Hakaider          | Jūrōta Kosugi      |
| Chigusa Sakamoto         | Minami Takayama    |
| Prof. Gill/Gill Hakaider | Shinji Ogawa       |
| Green Mantis             | Masahiro Ogata     |
| Carmine Spider           | Masashi Hirose     |
| Orange Ant               | Jin Yamanoi        |
| Yellow Jaguar            | Nobuyuki Hiyama    |
| Golden Bat               | Norio Wakamoto     |
| Kuya & Kaito             | Hisayoshi Suganuma |
| Red Hakaider             | Hidenari Ugaki     |
| Silver Hakaider          | Kouichi Toochika   |
| Blue Hakaider            | Takuma Suzuki      |
| Shadow Knight            | Takeshi Watabe     |
| Saburo Kazeda/Inazuman   | Kappei Yamaguchi   |
| Miyo                     | Sayuri Yoshida     |
| Zaddam                   |                    |

## Episodi
| Nº | Giapponese 「Kanji」 - Rōmaji             | In onda          | In onda |
| Nº | Giapponese 「Kanji」 - Rōmaji             | Giapponese       |         |
| 1  | 「孤独な人形」 - Kodoku na ningyō         | 16 ottobre 2000  |         |
| 2  | 「狂った機械」 - Kurutta kikai            | 23 ottobre 2000  |         |
| 3  | 「ストレイ・シープ」 - Sutorei Shīpu      | 30 ottobre 2000  |         |
| 4  | 「鏡」 - Kagami                           | 6 novembre 2000  |         |
| 5  | 「雨の街」 - Ame no machi                 | 13 novembre 2000 |         |
| 6  | 「負の断片」 - Fu no danpen               | 20 novembre 2000 |         |
| 7  | 「非の残照」 - Hi no zanshō               | 27 novembre 2000 |         |
| 8  | 「青い月、赤い夢」 - Aoi tsuki, akai yume | 4 dicembre 2000  |         |
| 9  | 「ともだち」 - Tomodachi                  | 11 dicembre 2000 |         |
| 10 | 「凍る絆」 - Kōru kizuna                  | 18 dicembre 2000 |         |
| 11 | 「破壊魔」 - Hakaima                      | 25 dicembre 2000 |         |
| 12 | 「夢みる機械」 - Yumemiru kikai           | 1º gennaio 2001  |         |
| 13 | 「夢の末路」 - Yume no matsuro            | 8 gennaio 2001   |         |